# 新潟県道218号月潟西川線
新潟県道218号月潟西川線（にいがたけんどう218ごう つきがたにしかわせん）は、新潟県新潟市内を通る一般県道である。

## 概要

### 路線データ
- 起点：新潟県新潟市南区大別當字水戸下（新潟県道127号新津茨曽根燕線・新潟県道250号月潟吉田線・新潟県道325号黒埼新飯田線・新潟県道379号糸郷屋白根線交点）
- 終点：新潟県新潟市西蒲区旗屋字浦廻り（国道116号・新潟県道66号白根西川巻線交点）

## 地理

### 通過する自治体
- 新潟県新潟市（南区 - 西蒲区 - 南区 - 西蒲区）

### 接続する道路
- 新潟県道127号新津茨曽根燕線（起点：新潟市南区大別當字水戸下）
- 新潟県道325号黒埼新飯田線（新潟市南区大別當字水戸下（起点） - 新潟市南区月潟で重複）
- 新潟県道250号月潟吉田線・新潟県道379号糸郷屋白根線（新潟市南区大別當字水戸下（起点） - 新潟市南区東長嶋で重複）
- 国道460号（新潟市南区木滑 - 新潟市西蒲区井随で重複）
- 新潟県道44号新潟燕線（新潟市西蒲区山口新田 - 新潟市西蒲区三方で重複）
- 新潟県道66号白根西川巻線（横戸交差点 - 旗屋交差点（終点）で重複）
- 国道116号（終点：旗屋交差点）

### 周辺
- JR越後線 越後曽根駅
- 医療法人美郷会 西蒲中央病院
- 新潟県中央家畜保健衛生所
- 新潟市南区役所
  - 月潟出張所（旧・月潟村役場）
- 新潟市西蒲区役所
  - 潟東出張所（旧・潟東村役場）
  - 西川出張所（旧・西川町役場）
- 新潟県立西川竹園高等学校
- 新潟市立月潟中学校
- 新潟市立潟東中学校
- 新潟市立西川中学校
- 新潟市立茨曽根小学校
- 新潟市立月潟小学校
- 新潟市立潟東東小学校
- 新潟市立潟東西小学校
- 新潟市立曽根小学校
- 第四北越銀行
  - 月潟支店
  - 西川支店
- 巻信用組合
  - 月潟支店
  - 西川支店
- JA越後中央
  - 潟東支店
  - 西川支店
- 月潟郵便局
- 潟東郵便局
- 新潟ワコール縫製（ワコールグループ）
- リオン・ドール 西川店
- 潟東樋口記念美術館
- 中ノ口川
- 新川

## その他
- 路線名の「月潟」・「西川」は、起点・終点付近の旧自治体名（新潟県西蒲原郡月潟村、同郡西川町）に由来する。